# هاري د. ييتس
هاري د. ييتس (بالإنجليزية: Harry D. Yates)‏ هو سياسي أمريكي، ولد في 21 يوليو 1903 في بوفالو في الولايات المتحدة، وتوفي في 9 أكتوبر 1996.